# Vochysia guatemalensis
Vochysia guatemalensis är en tvåhjärtbladig växtart som beskrevs av J. D. Smith. Vochysia guatemalensis ingår i släktet Vochysia och familjen Vochysiaceae. Inga underarter finns listade i Catalogue of Life.